# Eunemorilla nigripalpis
Eunemorilla nigripalpis är en tvåvingeart som först beskrevs av Aldrich 1932.  Eunemorilla nigripalpis ingår i släktet Eunemorilla och familjen parasitflugor. Inga underarter finns listade i Catalogue of Life.